# Live in London (álbum de Leonard Cohen)
Live in London es un álbum en directo del músico canadiense Leonard Cohen, publicado por la compañía discográfica Columbia Records en marzo de 2009. El disco, el primero en directo desde el lanzamiento de Field Commander Cohen: Tour of 1979 en 2001, fue grabado en el  O2 Arena de Londres el 17 de julio de 2008, en la primera gira del músico en quince años. Fue también el primer álbum de Cohen en publicarse en DVD y fue largamente nominado a los Polaris Music Prize.

## Lista de canciones
Todas las canciones escritas y compuestas por Leonard Cohen excepto donde se anota. 
| Disco uno |                                                                 |                                |          |  |
| N.º       | Título                                                          | Escritor(es)                   | Duración |  |
| 1.        | «Dance Me to the End of Love» (de Various Positions)            |                                | 6:20     |  |
| 2.        | «The Future» (de The Future)                                    |                                | 7:20     |  |
| 3.        | «Ain't No Cure for Love» (de I'm Your Man)                      |                                | 6:16     |  |
| 4.        | «Bird on the Wire» (de Songs from a Room)                       |                                | 6:14     |  |
| 5.        | «Everybody Knows» (de I'm Your Man)                             | Leonard Cohen, Sharon Robinson | 5:52     |  |
| 6.        | «In My Secret Life» (de Ten New Songs)                          | Leonard Cohen, Sharon Robinson | 5:02     |  |
| 7.        | «Who by Fire» (de New Skin for the Old Ceremony)                |                                | 6:35     |  |
| 8.        | «Hey, That's No Way to Say Goodbye» (de Songs of Leonard Cohen) |                                | 3:47     |  |
| 9.        | «Anthem» (de The Future)                                        |                                | 7:20     |  |
| 10.       | «Introduction»                                                  |                                | 1:29     |  |
| 11.       | «Tower of Song» (de I'm Your Man)                               |                                | 7:07     |  |
| 12.       | «Suzanne» (de Songs of Leonard Cohen)                           |                                | 3:46     |  |
| 13.       | «The Gypsy's Wife» (de Recent Songs)                            |                                | 6:42     |  |

| Disco dos |                                                           |                                |          |  |
| N.º       | Título                                                    | Escritor(es)                   | Duración |  |
| 1.        | «Boogie Street» (de Ten New Songs)                        | Leonard Cohen, Sharon Robinson | 6:57     |  |
| 2.        | «Hallelujah» (de Various Positions)                       |                                | 7:20     |  |
| 3.        | «Democracy» (de The Future)                               |                                | 7:08     |  |
| 4.        | «I'm Your Man» (de I'm Your Man)                          |                                | 5:41     |  |
| 5.        | «Recitation» (de Neil Larsen)                             | Leonard Cohen, Neil Larsen     | 3:53     |  |
| 6.        | «Take This Waltz» (de I'm Your Man)                       | Leonard Cohen, F. García Lorca | 8:37     |  |
| 7.        | «So Long, Marianne» (de Songs of Leonard Cohen)           |                                | 5:24     |  |
| 8.        | «First We Take Manhattan» (de I'm Your Man)               |                                | 6:15     |  |
| 9.        | «Sisters of Mercy» (de Songs of Leonard Cohen)            |                                | 4:56     |  |
| 10.       | «If It Be Your Will» (de Various Positions)               |                                | 5:22     |  |
| 11.       | «Closing Time» (de The Future)                            |                                | 6:15     |  |
| 12.       | «I Tried to Leave You» (de New Skin for the Old Ceremony) |                                | 8:33     |  |
| 13.       | «Whither Thou Goest»                                      | Guy Singer                     | 1:27     |  |

## Personal
- Leonard Cohen: voz, guitarra acústica y teclado
- Roscoe Beck: bajo, contrabajo y coros
- Rafael Bernardo: batería y percusión
- Niel Larsen: teclados
- Javier Mas: bandurria, laúd y guitarra de doce cuerdas
- Bob Metzger: pedal steel guitar y coros
- Sharon Robinson: coros
- Dino Soldo: armónica, teclados y coros
- Webb Sisters: coros

## Posición en listas
| País              | Lista                      | Posición |
| ----------------- | -------------------------- | -------- |
| Alemania          | Media Control Top-50 Chart | 13       |
| Austria           | Ö3 Austria Top 40          | 9        |
| Bélgica (Valonia) | Ultratop 200 Albums        | 4        |
| Bélgica (Flandes) | Ultratop 200 Albums        | 17       |
| Canadá            | Canadian Albums Chart      | 7        |
| Dinamarca         | Danish Albums Chart        | 4        |
| España            | Spanish Albums Chart       | 7        |
| Estados Unidos    | Billboard 200              | 76       |
| Estados Unidos    | Top Internet Albums        | 93       |
| Finlandia         | Albums Top 50              | 7        |
| Francia           | SNEP Albums Chart          | 15       |
| Noruega           | VG-lista Top 40 Albums     | 8        |
| Nueva Zelanda     | New Zealand Albums Chart   | 4        |
| Países Bajos      | Mega Albums Top 100        | 7        |
| Polonia           | Polish Music Charts        | 7        |
| Portugal          | Top 100 Albums             | 8        |
| Reino Unido       | UK Albums Chart            | 19       |
| Suecia            | Albums Top 60              | 14       |
| Suiza             | Hit Parade Top 100         | 23       |